# 波斯佩利哈區

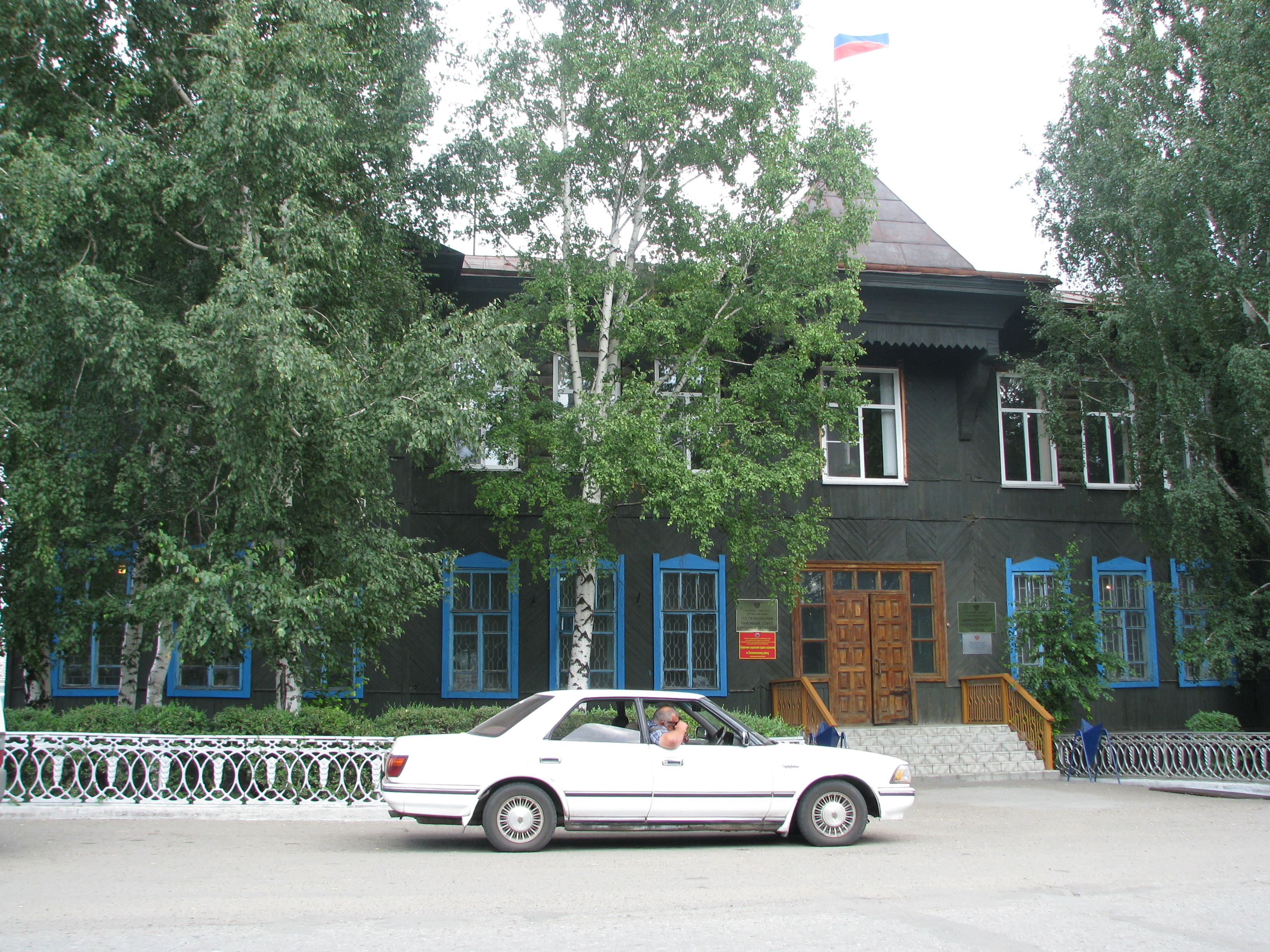

波斯佩利哈區（俄语：Поспелихинский район），是俄羅斯的一個區，位於該國南部，由阿爾泰邊疆區負責管轄，面積2,423平方公里，2010年人口24,788，人口密度每平方公里10.23人。